# Lunden
Lunden település Németországban, Schleswig-Holstein tartományban. Lakosainak száma 1693 fő (2023. december 31.).

## Népesség
A település népességének változása:
| Lakosok száma | 2153 | 1674 | 1702 | 1704 | 1677 | 1693 |
|               | 1975 | 2017 | 2019 | 2021 | 2022 | 2023 |